# ラバースちゃん
ラバースちゃんは、JTB西日本による団体旅行向けエコツアーブランド「LOVEARTH（ラバース）」のオリジナル・イメージキャラクター。2011年（平成23年）11月25日に発表された。

## 概要
JTB西日本は2008年（平成20年）にカーボンオフセットに加え環境保護体験などを組み込んだ団体向けエコツアーブランド「LOVEARTH（ラバース）〜eco旅ええ旅できることからはじめよう〜」を発売した。同ツアーのイメージキャラクターが2011年（平成23年）7月11日から8月31日まで募集され、214件の応募の中からグランプリ賞に選ばれたのが当キャラクターである。審査を担当したキャラクター選定委員会には特別特別審査員として小池一夫が参加し、講評を発表した。
ツアー名称でもあるラバース（LOVEARTH）は、LOVE（愛）とEARTH（地球）を組み合わせたもので、JTBの環境貢献活動のポリシーの一環として企画されたもの。
キャラクターデザインは、京都府のイラスト制作会社である合同会社きゃらきゃらマキアート所属のイラストレーター『Maki』によるもの。
地球温暖化で悩む北極シロクマをモチーフにしており、JTBのロゴカラーでもある赤いスカーフがトレードマーク。また、お尻の根元には地球の模様があり、そこから双葉の形をしたしっぽが生えている。エコな活動が大好きで、環境保護に貢献すると双葉に花が咲く。耳の穴にあたる部分がピンクのハートマークなのも特徴。
きゃらきゃらマキアートのメインスタッフが、知人の女子小学生に対する強制わいせつ容疑で逮捕され、強制わいせつ罪や児童買春・ポルノ禁止法違反などで執行猶予付きの有罪判決が2021年（令和3年）12月に確定したため、講談社は同社との契約を破棄し雑誌『なかよし』連載中の漫画作品の打ち切りや単行本の回収、電子書籍版の削除などの措置を取った。これらを受けてきゃらきゃらマキアートは活動を終了することをTwitter上で発表し、本キャラクターの処遇については未定。